# جورج ديفيدسون تود
جورج ديفيدسون تود (بالإنجليزية: George Davidson Todd)‏ هو سياسي أمريكي، ولد في 19 أبريل 1856 بفرانكفورت في الولايات المتحدة، وتوفي في 23 نوفمبر 1929 في نفس البلد. حزبياً، نشط في الحزب الجمهوري.